# Bremens sexdagars
Bremens sexdagars var ett tyskt sexdagarslopp i bancykling som, bortsett från en engångsföreteelse 9–15 november 1910, avhölls i Bremen Arena årligen, i andra januariveckan, från 1965 till 2020. 2024 återuppstod det som ett fyradagarslopp.
Flest segrar, sju stycken, har nederländske René Pijnen.

## Podieplaceringar
| År         | Vinnare                                | Tvåa                            | Trea                             |
| 1910       | Willy Arend Eugen Stabe                | Otto Pawke Carl Rudel           | Anteo Carapezzi Willy Techmer    |
| 1911- 1964 | ej arrangerat                          | ej arrangerat                   | ej arrangerat                    |
| 1965       | Rik Van Steenbergen Palle Lykke Jensen | Rolf Roggendorf Rudi Altig      | Dieter Kemper Horst Oldenburg    |
| 1966       | Dieter Kemper Rudi Altig               | Fritz Pfenninger Peter Post     | Klaus Bugdahl Sigi Renz          |
| 1967       | Peter Post Fritz Pfenninger            | Dieter Kemper Horst Oldenburg   | Klaus Bugdahl Patrick Sercu      |
| 1968       | Sigi Renz Rudi Altig                   | Freddy Eugen Palle Lykke Jensen | Dieter Kemper Horst Oldenburg    |
| 1969       | Peter Post Patrick Sercu               | Dieter Kemper Horst Oldenburg   | Freddy Eugen Palle Lykke Jensen  |
| 1970       | Peter Post Patrick Sercu               | Sigi Renz Wolfgang Schulze      | Klaus Bugdahl Julien Stevens     |
| 1971       | Albert Fritz Rudi Altig                | Peter Post Patrick Sercu        | Klaus Bugdahl Alain Van Lancker  |
| 1972       | Sigi Renz Wolfgang Schulze             | Peter Post Patrick Sercu        | Dieter Kemper Klaus Bugdahl      |
| 1973       | Dieter Kemper Graeme Gilmore           | René Pijnen Leo Duyndam         | Albert Fritz Wilfried Peffgen    |
| 1974       | René Pijnen Leo Duyndam                | Albert Fritz Wilfried Peffgen   | Graeme Gilmore Patrick Sercu     |
| 1975       | René Pijnen Patrick Sercu              | Albert Fritz Wilfried Peffgen   | Udo Hempel Günter Haritz         |
| 1976       | René Pijnen Günter Haritz              | Dieter Kemper Sigi Renz         | Patrick Sercu Graeme Gilmore     |
| 1977       | Wilfried Peffgen Albert Fritz          | Klaus Bugdahl Dietrich Thurau   | René Pijnen Günter Haritz        |
| 1978       | Wilfried Peffgen Albert Fritz          | Jürgen Tschan Gregor Braun      | Donald Allan Danny Clark         |
| 1979       | René Pijnen Danny Clark                | Wilfried Peffgen Albert Fritz   | Patrick Sercu Dietrich Thurau    |
| 1980       | Patrick Sercu Albert Fritz             | Wilfried Peffgen Gregor Braun   | Roman Hermann Horst Schütz       |
| 1981       | René Pijnen Gregor Braun               | Albert Fritz Patrick Sercu      | Donald Allan Danny Clark         |
| 1982       | René Pijnen Albert Fritz               | Gert Frank Patrick Sercu        | Dietrich Thurau Gregor Braun     |
| 1983       | René Pijnen Gregor Braun               | Albert Fritz Patrick Sercu      | Gert Frank Jan Raas              |
| 1984       | Albert Fritz Dietrich Thurau           | Gary Wiggins Anthony Doyle      | Gert Frank Hans-Henrik Ørsted    |
| 1985       | Gary Wiggins Anthony Doyle             | Danny Clark Dietrich Thurau     | Josef Kristen Henry Rinklin      |
| 1986       | Josef Kristen Dietrich Thurau          | Gert Frank René Pijnen          | Roman Hermann Urs Freuler        |
| 1987       | Danny Clark Dietrich Thurau            | Josef Kristen Roman Hermann     | Constant Tourné Etienne De Wilde |
| 1988       | Danny Clark Anthony Doyle              | Andreas Kappes Roman Hermann    | Constant Tourné Etienne De Wilde |
| 1989       | Andreas Kappes Roman Hermann           | Roger Ilegems Roland Günther    | Danny Clark Urs Freuler          |
| 1990       | Danny Clark Roland Günther             | Andreas Kappes Etienne De Wilde | Urs Freuler Volker Diehl         |
| 1991       | Andreas Kappes Etienne De Wilde        | Danny Clark Urs Freuler         | Bruno Holenweger Volker Diehl    |
| 1992       | Andreas Kappes Etienne De Wilde        | Bruno Holenweger Urs Freuler    | Danny Clark Anthony Doyle        |
| 1993       | Peter Pieters Urs Freuler              | Danny Clark Remig Stumpf        | Bruno Risi Kurt Betschart        |

| År              | Vinnare                            | Tvåa                                | Trea                             |
| 1994            | Andreas Kappes Danny Clark         | Bruno Risi Kurt Betschart           | Urs Freuler Carsten Wolf         |
| 1995            | Bruno Risi Kurt Betschart          | Adriano Baffi Pierangelo Bincoletto | Andreas Kappes Etienne De Wilde  |
| 1996            | Marco Villa Silvio Martinello      | Bruno Risi Kurt Betschart           | Jimmi Madsen Jens Veggerby       |
| 1997            | Andreas Kappes Carsten Wolf        | Marco Villa Silvio Martinello       | Bruno Risi Kurt Betschart        |
| 1998            | Jimmi Madsen Jens Veggerby         | Andreas Kappes Adriano Baffi        | Bruno Risi Kurt Betschart        |
| 1999            | Bruno Risi Kurt Betschart          | Andreas Kappes Etienne De Wilde     | Marco Villa Adriano Baffi        |
| 2000            | Andreas Kappes Silvio Martinello   | Marco Villa Adriano Baffi           | Jimmi Madsen Scott McGrory       |
| 2001            | Matthew Gilmore Scott McGrory      | Rolf Aldag Silvio Martinello        | Andreas Beikirch Andreas Kappes  |
| 2002            | Bruno Risi Kurt Betschart          | Matthew Gilmore Scott McGrory       | Marco Villa Silvio Martinello    |
| 2003            | Danny Stam Robert Slippens         | Andreas Beikirch Andreas Kappes     | Matthew Gilmore Scott McGrory    |
| 2004            | Bruno Risi Kurt Betschart          | Danny Stam Robert Slippens          | Andreas Beikirch Andreas Kappes  |
| 2005            | Andreas Beikirch Robert Bartko     | Bruno Risi Kurt Betschart           | Marco Villa Iljo Keisse          |
| 2006            | Danny Stam Robert Slippens         | Marco Villa Erik Zabel              | Robert Bartko Andreas Beikirch   |
| 2007            | Bruno Risi Erik Zabel              | Guido Fulst Leif Lampater           | Robert Bartko Iljo Keisse        |
| 2008            | Iljo Keisse Robert Bartko          | Erik Zabel Leif Lampater            | Bruno Risi Franco Marvulli       |
| 2009            | Erik Zabel Leif Lampater           | Olaf Pollack Franco Marvulli        | Bruno Risi Danny Stam            |
| 2010            | Bruno Risi Franco Marvulli         | Robert Bartko Iljo Keisse           | Leif Lampater Christian Grasmann |
| 2011            | Robert Bengsch Robert Bartko       | Alexander Aeschbach Franco Marvulli | Jens-Erik Madsen Marc Hester     |
| 2012            | Peter Schep Robert Bartko          | Marcel Kalz Franco Marvulli         | Leif Lampater Iljo Keisse        |
| 2013            | Franco Marvulli Marcel Kalz        | Leif Lampater Luke Roberts          | Robert Bartko Peter Schep        |
| 2014            | Leif Lampater Wim Stroetinga       | Marcel Kalz Robert Bartko           | Andreas Müller Marc Hester       |
| 2015            | Marcel Kalz Alex Rasmussen         | Morgan Kneisky Jesper Mørkøv        | Leif Lampater Wim Stroetinga     |
| 2016            | Kenny De Ketele Christian Grasmann | Morgan Kneisky Jesper Mørkøv        | Alex Rasmussen Marcel Kalz       |
| 2017            | Marcel Kalz Iljo Keisse            | Leif Lampater Wim Stroetinga        | Jesper Mørkøv Yoeri Havik        |
| 2018            | Theo Reinhardt Kenny De Ketele     | Achim Burkart Yoeri Havik           | Jesper Mørkøv Christian Grasmann |
| 2019            | Jasper De Buyst Iljo Keisse        | Marc Hester Theo Reinhardt          | Simone Consonni Tristan Marguet  |
| 2020            | Kenny De Ketele Nils Politt        | Theo Reinhardt Morgan Kneisky       | Andreas Graf Marc Hester         |
| 2021- 2023      | ej arrangerat                      | ej arrangerat                       | ej arrangerat                    |
| 2024 fyradagars | Roger Kluge Theo Reinhardt         | Yoeri Havik Jan-Willem van Schip    | Nils Politt Lindsay De Vylder    |
| 2025 fyradagars | Yoeri Havik Nils Politt            | Roger Kluge Theo Reinhardt          | Simone Consonni Elia Viviani     |